# Budapesti Rendőr-főkapitányság
Koordináták: é. sz. 47° 31′ 57″, k. h. 19° 04′ 10″47.532500°N 19.069444°E
A Budapesti Rendőr-főkapitányság (BRFK) a Magyar Rendőrség budapesti igazgatási szervezete. Feladata a Budapest területén belüli rendőri tevékenységek, illetve a hivatásos rendőri erők igazgatása és működtetése. A testületet jelenlegi formájában és szerkezetében 1991-ben Boross Péter, akkori belügyminiszter alapította, de hasonló feladatokat ellátó (és jogkörrel rendelkező) bűnüldöző szerv már Budapest létrejötte (1873) óta működött. Alapításának dátuma 1881. Felügyeletét a rendészeti tárcát irányító mindenkori miniszter látja el. A központi épület teljes magassága, az antennát is beleszámolva 92 m.

## Vezetői
- 1873-1885: Thaisz Elek, előtte 1861-től pesti főkapitány
- 1885-1892: Török János
- 1892-1895: Sélley Sándor
- 1896-1906: Rudnay Béla
- 1906-1917: Boda Dezső
- 1917-1918: Sándor László(wd)
- 1918-1919: Dietz Károly
- 1919. március-augusztus: Moór Pál városparancsnok
  - Seidler Ernő rendőri népbiztos
- 1919. augusztus 3–6.: Dietz Károly
- 1919. augusztus 6–9.: Székely Vladimir Ede (megbízott)
- 1919-1920: Mattyasovszky György
- 1920-1921: Nádosy Imre
- 1921-1928: Marinovich Jenő
- 1928-1932: Bezegh-Huszágh Miklós
- 1932-1937: Ferenczy Tibor
- 1937-1944: Éliássy Sándor
- 1944. május-augusztus: Petrányi György
- 1944. augusztus-október: Kovács Nagy Pál
- 1944-1945: Sédey Gyula
- 1945-1946: Sólyom László
- 1946-1949: Münnich Ferenc
- 1949-1951: Ratulovszky János
- 1951-1952: Moravetz László
- 1952-1956: Kopácsi Sándor
- 1956-1970: Soós György
- 1970-1976: Baranyai György
- 1977-1985: Vincze Lukács
- 1985. március 8.: Konczer István rendőr vezérőrnagy
- 1989. november 1.: Barna Sándor rendőr vezérőrnagy
- 1991. március 1.: Dr. Pintér Sándor rendőr ezredes
- 1991. szeptember 24.: Bodrácska János rendőr ezredes (megbízott)
- 1992. január 3.: Dr. Bodrácska János rendőr ezredes, majd vezérőrnagy
- 1996. december 1.: Balogh János rendőr ezredes (megbízott)
- 1997. január 6.: Dr. Berta Attila rendőr dandártábornok
- 1998. augusztus 1.: Dr. Kökényesi Antal rendőr dandártábornok
- 2003. július 1.: Gergényi Péter rendőr vezérőrnagy
- 2007. június 15.: Tóth Gábor rendőr vezérőrnagy
- 2010. július 1.: Dr. Tóth Tamás rendőr dandártábornok
- 2014. július 1.: Dr. Bucsek Gábor rendőr vezérőrnagy
- 2018. október 1.: Dr. Terdik Tamás rendőr vezérőrnagy